# Alexander Andrejewitsch Berkutow
Alexander Andrejewitsch Berkutow (russisch Александр Андреевич Беркутов; * 31. Mai 1986 in Perm, Russische SFSR) ist ein russischer Eishockeyspieler, der seit 2012 bei Molot-Prikamje Perm in der Wysschaja Hockey-Liga unter Vertrag steht.

## Karriere
Alexander Berkutow begann seine Karriere als Eishockeyspieler in seiner Heimatstadt in der Nachwuchsabteilung von Molot-Prikamje Perm, für dessen Profimannschaft er in der Saison 2003/04 sein Debüt in der Wysschaja Liga, der zweiten russischen Spielklasse, gab. Für die Mannschaft, die am Saisonende in die Superliga aufstieg, absolvierte er jedoch nur ein Spiel und verbrachte die gesamte restliche Spielzeit in dessen zweiter Mannschaft in der drittklassigen Perwaja Liga. Mit Molot-Prikamje lief der Verteidiger zwei Jahre lang in der Superliga auf und blieb dem Team auch nach dessen Abstieg 2006 erhalten. Von 2006 bis 2008 war er für Perm Stammspieler in der Wysschaja Liga. 
Von 2008 bis 2010 spielte Berkutow für den HK Spartak Moskau in der neu gegründeten Kontinentalen Hockey-Liga, in der er sich auf Anhieb durchsetzen konnte. Zur Saison 2010/11 wechselte der Russe innerhalb der Hauptstadt zum HK ZSKA Moskau, für den er jedoch nur sechs Spiele bestritt, ehe er im Dezember 2010 von dessen Ligarivalen Awtomobilist Jekaterinburg verpflichtet wurde, bei dem er die Spielzeit beendete. Für die Saison 2011/12 wechselte er zum HK Lada Toljatti aus der Wysschaja Hockey-Liga, der neuen zweiten russischen Spielklasse.

## Erfolge und Auszeichnungen
- 2004 Meister der Wysschaja Liga und Aufstieg in die Superliga mit Molot-Prikamje Perm

## Statistik
(Stand: Ende der Saison 2010/11)